# Regenwasser

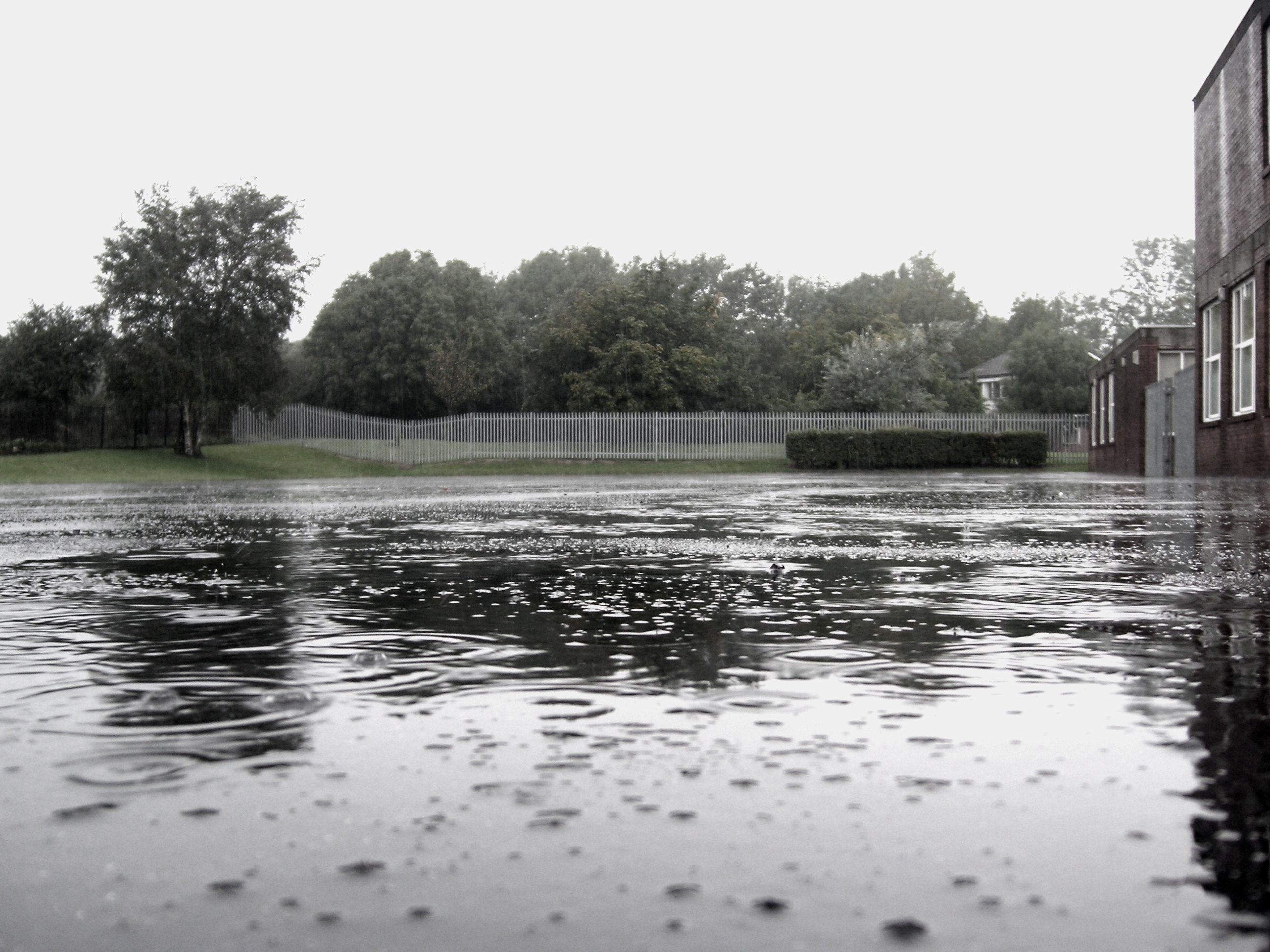
Regenwasser auf einer Straße

Regenwasser ist Wasser aus Niederschlägen in flüssiger Form, dem Regen. Regenwasser ist als Produkt des Regens ein wesentlicher Teil des Wasserkreislaufes der Erde.

## Regenwasserabfluss

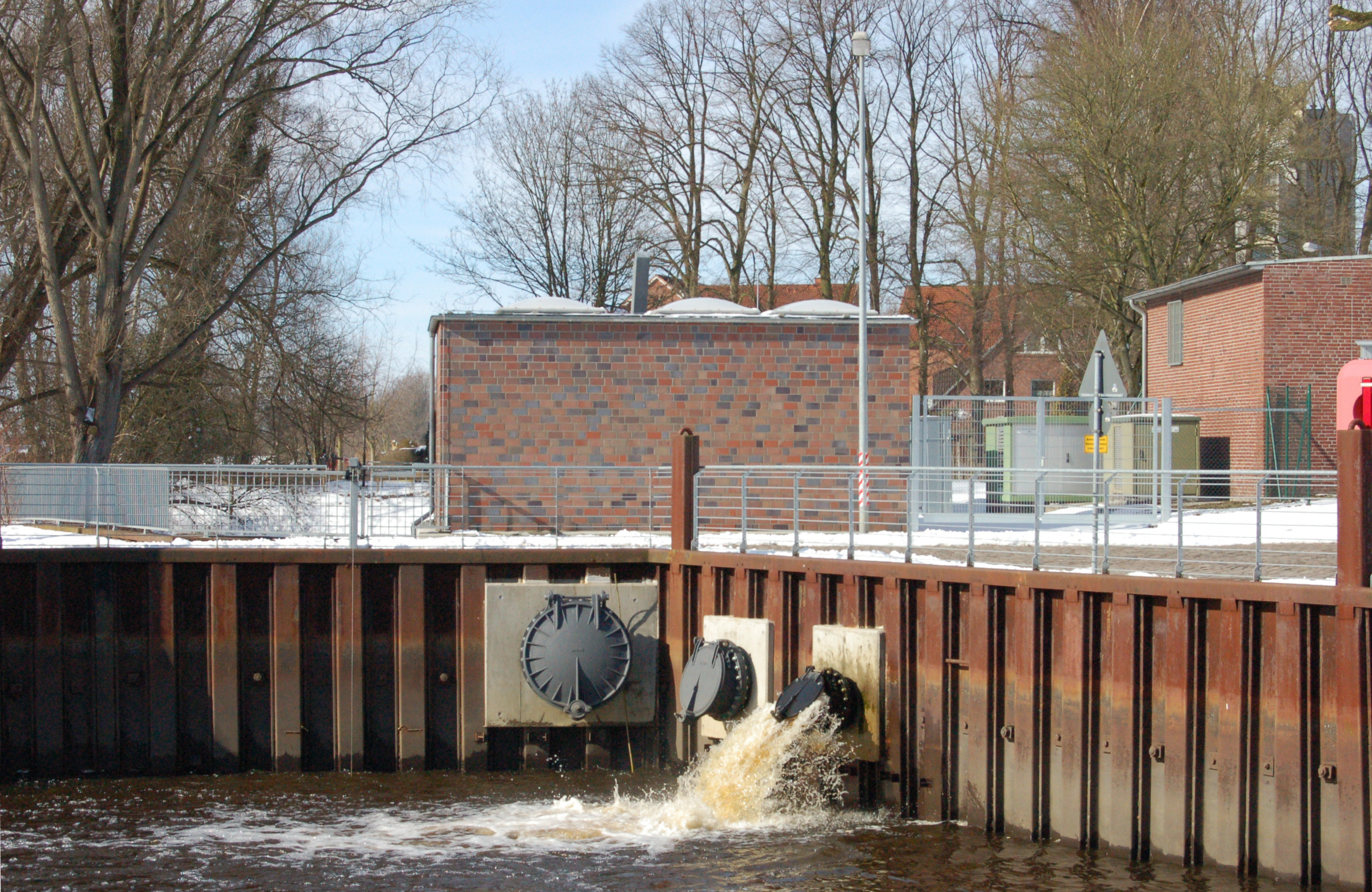
Regenwasserpumpwerk beim Abpumpen eines vollen Regenwasserkanals

Die Versickerungsgeschwindigkeit von Wasser (und anderen Flüssigkeiten, als Schneewasser bei Schnee während des Schmelzens) im jeweiligen Untergrund wird mit der Infiltrationsrate bezeichnet und gemessen. Ihre Größe hängt von der bereits vorhandenen Sättigung des jeweiligen Bodens sowie von seiner chemischen, physikalischen, biologischen und mechanischen Beschaffenheit ab. Dabei haben in der Landwirtschaft die Methode der Bodenbearbeitung sowie die jeweilige Bepflanzung erheblichen Einfluss auf die Porosität des Untergrundes (Bodenkultur). Die Bearbeitung mit großen und damit schweren Maschinen fördert die Bodenverdichtung. Auch die Besiedlung durch Lebewesen spielt eine gewisse Rolle: Zahlreich vorkommende Regenwürmer lockern die Krume in erheblichem Maße auf. In Weinbergen fördert die Anlage von Querrillen die Rückhaltefähigkeit der mehr oder weniger geneigten Lagen. Je geringer die Aufnahmefähigkeit eines Bodens ist, umso schneller werden bei stärkeren Niederschlägen (Starkregen) Oberflächenabflüsse entstehen.
Nicht versickertes Wasser sammelt sich in Vertiefungen. Laufen sie über, fließt das Wasser oberirdisch weiter zum nächsten tiefer gelegenen Punkt. Je nach Temperatur, Sonneneinstrahlung und Windgeschwindigkeit verdunstet ein Teil des Wassers.
Bei befestigten bzw. versiegelten Flächen ist der Anteil der Versickerung klein (unter Umständen verdunstet bei geringem Niederschlag die Feuchtigkeit). Das meiste Wasser fließt mehr oder weniger vollständig oberirdisch ab. Bei der Entwässerung von Straßen außerhalb von Ortschaften wird das Regenwasser oft über die Schulter direkt seitlich in einen Straßengraben oder eine Versickerungsmulde geleitet. Wenn die Geländeverhältnisse oder die Verschmutzung des Regenwassers dies nicht zulassen, wird das Wasser über Regenrinnen und Straßeneinläufe in einen Regenwasserkanal geleitet.
Beim sogenannten Trennsystem wird innerhalb von Ortschaften das Regenwasser über Regenrinnen und Straßeneinläufe in einen Regenwasserkanal geleitet, während das Schmutzwasser getrennt davon in Schmutzwasserkanälen abgeleitet wird. In stark belasteten Bereichen wird auch das Regen- bzw. Oberflächenwasser wegen der hohen Verschmutzungsgrade (hochfrequentierte Straßen – DTV-Wert) entgegen der normalen Ableitung in einen Schmutzwasserkanal abgeführt.
Beim sogenannten Mischsystem wird das Regenwasser ebenfalls über Regenrinnen und Straßeneinläufe gesammelt, aber zusammen mit dem Schmutzwasser (vermischt) in einem Mischwasserkanal abgeleitet. Da die Spitzenabflüsse bei starkem Regen nicht in der Kläranlage behandelt werden können, werden an geeigneten Standorten Mischwasserentlastungen gebaut, an denen Mischwasser in der Größenordnung des zwei- oder dreifachen Schmutzwasserabflusses zur Kläranlage weitergeleitet und das restliche verdünnte Wasser in ein Gewässer entlastet wird. Meist ist diese Entlastung mit einer Regenwasserbehandlung kombiniert.

## Hochwasser
Durch die zunehmende Flächenversiegelung kommt es bei heftigen Regenfällen immer wieder zu Überlastungen der Abwassersysteme und Überschwemmungen, da das niedergehende Wasser sofort abläuft und nicht im Boden versickern kann. In der Kanalisation oder zwischen Kanalisation und Gewässer werden Regenrückhalteanlagen errichtet, um eine Abflussvergleichmäßigung zum Vorfluter und eine Dämpfung der Abflussspitzen zu erzielen.

## Verschmutzung von Regenwasser
Regenwasser nimmt in der Atmosphäre und beim Abfluss auf befestigten Flächen und im Regenwasserkanal oder Mischwasserkanal Schmutzstoffe unterschiedlicher Herkunft auf:
- atmosphärische Schmutz- und Schadstoffe (beispielsweise per- und polyfluorierte Alkylverbindungen,[1] Staub, wasserlösliche Salze und Säuren siehe saurer Regen, radioaktiver Fallout)
- an der Erdoberfläche aufgenommene Stoffe (beispielsweise Reifenabrieb)
- Rückstände von Dünger und Pestiziden aus der Landwirtschaft (beispielsweise Glyphosat[2])
- von den Hausdächern abgelöste Stoffe (beispielsweise Kupfersalze oder Asbestfasern)
- Abwasserinhaltsstoffe des Trockenwetterabflusses
- resuspendierte Stoffe aus Kanalablagerungen
- erodierte Sielhaut

In Mischkanalisationen treten eher höhere Konzentrationen an partikulären Schwebstoffen, organischen Inhaltsstoffen sowie Stickstoff- und Phosphorverbindungen als in Trennkanalisationen auf. Dort treten zum Teil hohe Konzentrationen an abfiltrierbaren Stoffen auf, die die Werte von Mischkanalisationen deutlich übersteigen können.
Die Konzentrationen sind in Abhängigkeit vom Einzugsgebiet, von Regendauer, Regenmenge und anderen Faktoren sehr unterschiedlich. In der Größenordnung sind jedoch die Verschmutzungen von Regenwasser aus der Regenwasserkanalisation und von entlastetem Mischwasser gleich groß.

## Regenwasserbehandlung
Für eine Minimierung von ökologischen Schädigungen der Gewässer, in die Regenwasser eingeleitet wird, werden Maßnahmen seiner Reinigung (Regenwasserbehandlung) vorgesehen und in Regenwasserkanalisationen Regenklärbecken gebaut. In Mischkanalisationen werden Regenüberlaufbecken eingerichtet.

## Regenwassernutzung

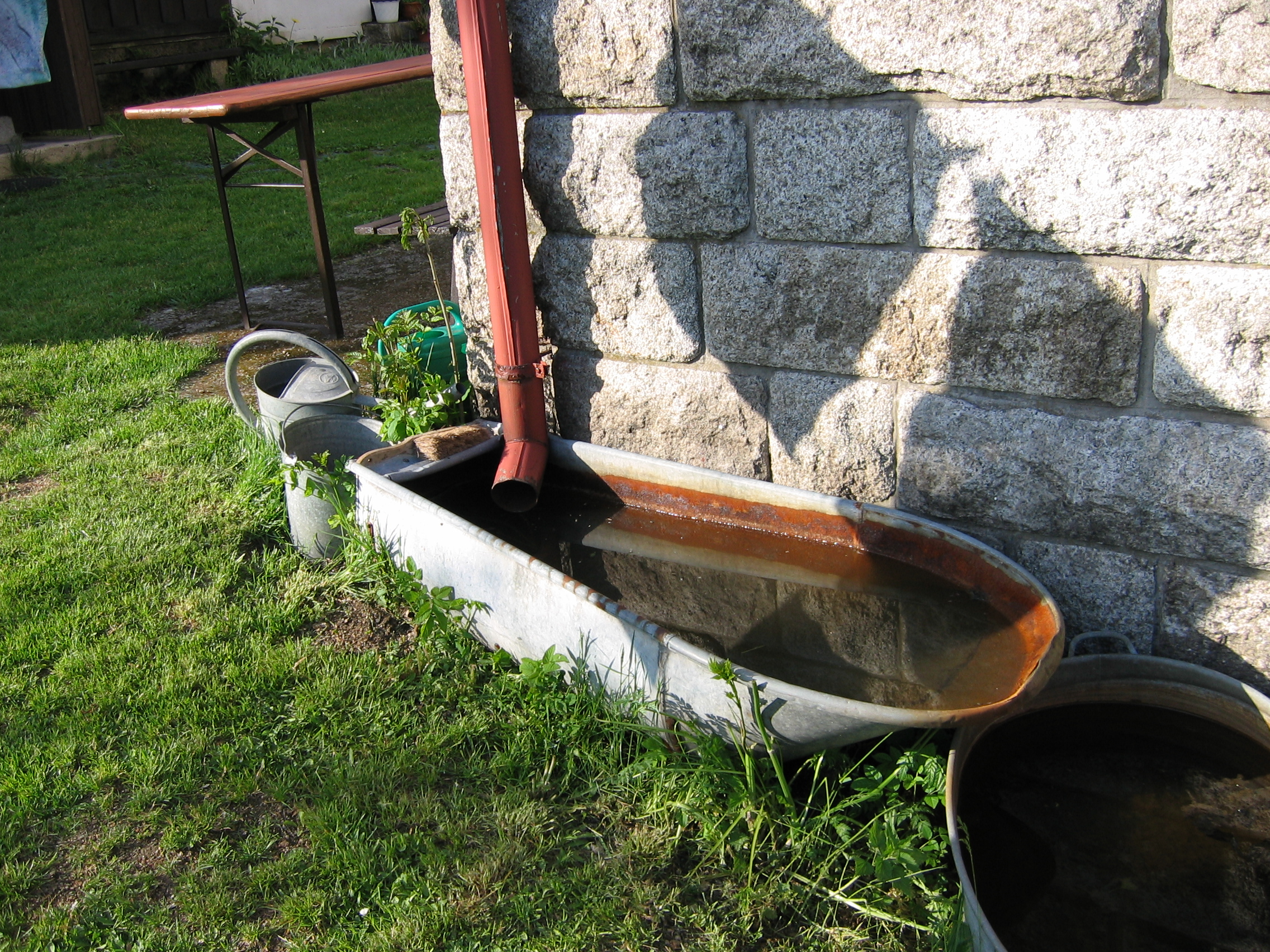
Gesammeltes Regenwasser zur Gartenbewässerung

Die Nutzung von Regenwasser als Betriebswasser spart Trinkwasser. Das Regenwasser wird dazu von Dächern oder anderen Sammelflächen in unter- oder oberirdische Regenspeicher, wie Zisternen, IBC-Container oder Regentonnen geleitet. Mit einfach in das Regenfallrohr eingesetzten Regenwassersammlern lassen sich bereits 60 % des ablaufenden Regenwassers auffangen und unmittelbar für die Gartenbewässerung einsetzen. Über Pumpen kann das Regenwasser zu Abnahmestellen im Gebäude transportiert werden.
Ein 4-Personen-Haushalt kann zum Betrieb der Toilettenspülung rund 40 Kubikmeter Regenwasser pro Jahr einsetzen, bis zu 20 Kubikmeter können zum Wäschewaschen genutzt werden. Auch in Industrie und Gewerbe gibt es zahlreiche Nutzungsmöglichkeiten.
Von einer 100 m² großen Dachfläche können je nach Standort (Regenspende) jährlich zwischen 40 und 120 Kubikmeter Regen gewonnen werden.
Sind wirtschaftliche Beweggründe Teil der Anschaffung einer Regenwasserzisterne, so ist eine Kosten-Nutzen-Analyse durchzuführen. Dabei ist zu berücksichtigen, dass ggf. Gebühren für das Abwasser erhoben werden und Kosten für die Installation getrennter Leitungen für das Grauwasser sowie für die regelmäßige Wartung der Anlagenkomponenten anfallen können. Ohne die Berücksichtigung direkter nachhaltiger Effekte erreichen Regenwasseranlagen und Zisternen in Mitteleuropa häufig nur über sehr lange Zeiträume Kostendeckung.
Immer mehr Kommunen gehen mittlerweile dazu über, das Abwasser aus Regenwassernutzungsanlagen als „positiv beeinflusstes Abwasser“ anzusehen, das so oder so in den Kanal eingeleitet worden wäre. Da in solchen Fällen für das Regenwasser oft keine Abwassergebühr zu zahlen ist, kann sich eine vernünftig dimensionierte Regenwasser-Nutzungsanlage im Laufe ihres langen Betriebes (Zisterne nahezu unbegrenzt, Filter/Rohre 50 Jahre und mehr, Pumpen über 20 Jahre) durchaus rechnen. Dies gilt vor allem, wenn es von der Gemeinde Zuschüsse gibt und die Zisterne gleich beim Hausbau berücksichtigt wird. Vielerorts ist dies heute auch Bestandteil der Bau-Vorschriften. Zudem steigen die Preise für Frisch- und Abwasser in manchen Kommunen seit Jahren stark an. Regenwassernutzung im Gewerbebereich ist fast immer wirtschaftlich, da der Regen-Ertrag durch die Größe der Dachflächen bestimmt wird und meist ein großer, gleichbleibender Wasserbedarf gegeben ist.
Die immer weitergehende Verbreitung von Regenwasserzisternen kann die Hochwassergefahr in manchen versiegelten, kanalisierten Gebieten reduzieren, denn der plötzliche, extreme Anstieg kann bei kurzzeitigen Starkregen ausreichend zeitverzögert oder sogar ganz zurückgehalten werden (z. B. bei fast leeren Zisternen nach längeren Trockenperioden). Sobald kein Regenwasser mehr in die Regenwasserzisterne / Retentionstank gelangt, sinkt der Füllstand langsam und das Wasser fließt gedrosselt und kontrolliert in die Kanalisation. Die Hochwassergefahr durch dafür typische Flüsse kann bei Dauerregen natürlich kaum reduziert werden.
Die Nutzung von Regenwasser in regenreichen Gebieten wie den DACH-Ländern bringt keine Vorteile für entfernt liegende Trockengebiete, da sich die Wasserbilanz in diesen Ländern deswegen nicht ändert. Die Nutzung von Regenwasser ist aber dennoch als Umweltschutzmaßnahme einzuordnen, da sich in der direkten Umgebung der Wasserverbrauch und die Grundwasserentnahme, sowie der Infrastrukturaufwand (Aufbereitung, Transport) für die Trinkwasserbereitstellung reduziert. Viele Großstädte beziehen ihren sehr hohen Wasserbedarf z. T. aus weit entfernten Gebirgen (Frankfurt am Main z. B. aus dem über 50 km entfernten Vogelsberg).
Schiffbrüchigen kann das Auffangen und die Nutzung von Regenwasser als Trinkwasser das Überleben ermöglichen (siehe entsprechende Selbstversuche von Alain Bombard und Hannes Lindemann). Ansonsten sollte Regenwasser nicht ohne vorherige Aufbereitung konsumiert werden, da es weltweit mit Chemikalien, wie per- und polyfluorierte Alkylverbindungen (PFAS), kontaminiert ist.
Als Gießwasser für Pflanzen ist Regenwasser auf Grund seines geringen Kalkgehaltes (geringe Wasserhärte) vorteilhafter als zum Beispiel Leitungswasser. Jedoch können Bestandteile des Regenwassers für manche Pflanzen schädlich sein. Hierzu zählt zum Beispiel aufgenommenes Zink von den Entwässerungsrinnen.

## Abwassergebühr (Deutschland)

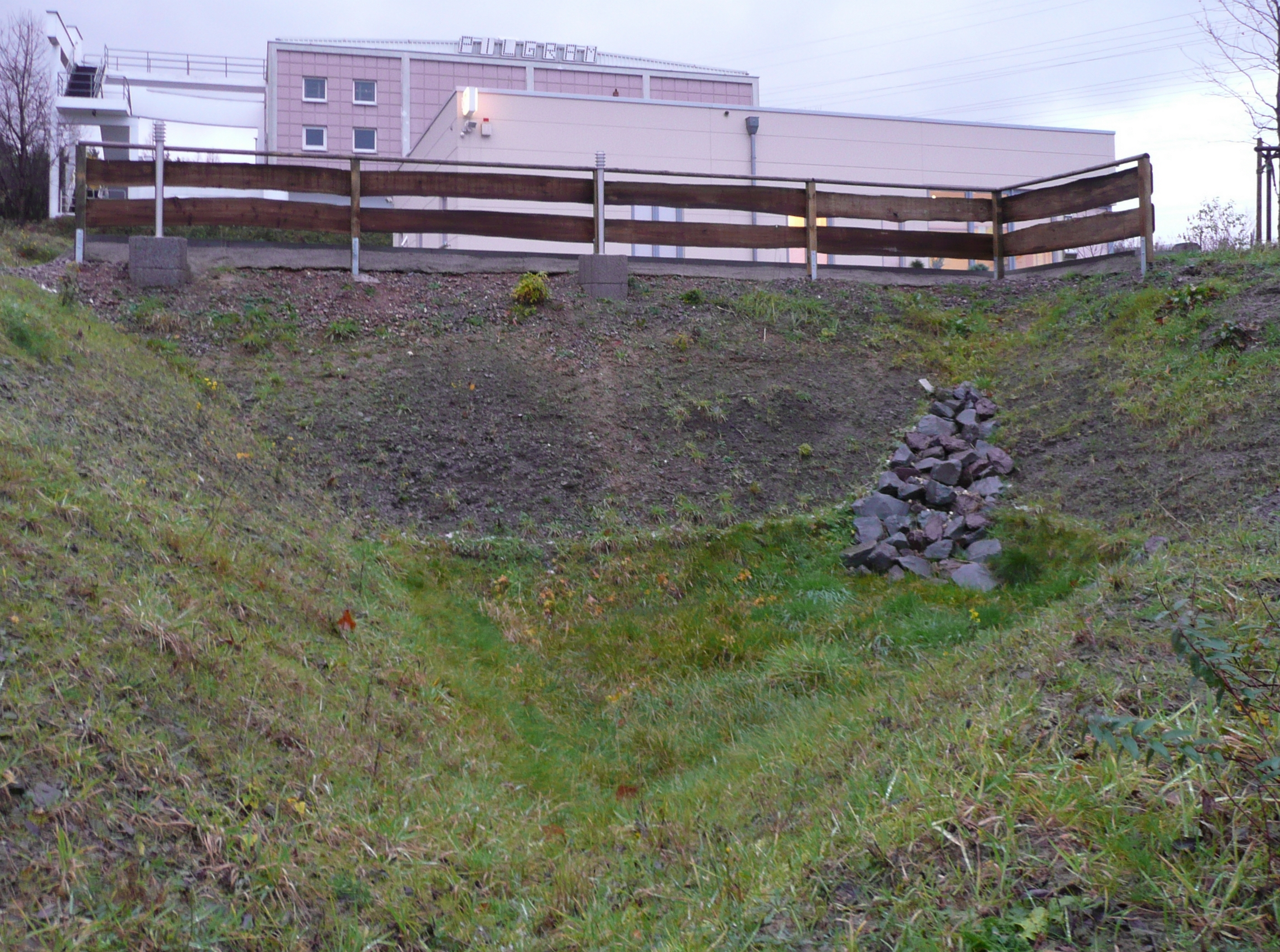
Regensickerbecken eines Industriebetriebes

Von versiegelten Flächen (Dächer, Parkplätze, Straßen) in die öffentliche Kanalisation ablaufendes und abgeführtes Regen- bzw. Oberflächenwasser wird bislang in der Regel nicht als Abwasser erfasst (nur als Zuschlag zur Gebühr für das Schmutzwasser). Seine Abführung wurde über die erhobenen kommunalen Abwassergebühren mitfinanziert. Diese wiederum berechneten sich nach dem Frischwasserverbrauch (Wahrscheinlichkeitsmaßstab). Nur wenn eine gesplittete Abwassergebühr für Wasser und Abwasser erhoben wird, wird die versiegelte Fläche als Maßstab berücksichtigt.
Mittlerweile mehren sich bundesweit die Urteile zur notwendigen Berechnung der Wasser- und Abwassergebühren nach einer „gespaltenen“ Gebühr.
Eine Abwassergebühr für das Regenwasser muss wiederum nur dann bezahlt werden, wenn die versiegelten Flächen auch tatsächlich an die öffentliche Kanalisation angeschlossen sind. In den Bundesländern gibt es unterschiedliche Möglichkeiten, das Regenwasser auf dem Grundstück zu belassen. Teilweise kann das gesamte anfallende Regenwasser auf dem Grundstück verwertet oder versickert werden. Dann muss keine Regenwassergebühr bezahlt werden.